# Rengårdstjärnarna
Rengårdstjärnarna är en sjö i Örnsköldsviks kommun i Ångermanland och ingår i Gideälvens huvudavrinningsområde. Sjön har en area på 0,0513 kvadratkilometer och ligger 197,1 meter över havet.

## Delavrinningsområde
Rengårdstjärnarna ingår i det delavrinningsområde (705503-164192) som SMHI kallar för Mynnar i Gideälven. Medelhöjden är 221 meter över havet och ytan är 17,52 kvadratkilometer. Det finns inga avrinningsområden uppströms utan avrinningsområdet är högsta punkten. Vattendraget som avvattnar avrinningsområdet har biflödesordning 2, vilket innebär att vattnet flödar genom totalt 2 vattendrag innan det når havet efter 49 kilometer. Avrinningsområdet består mestadels av skog (78 procent). Avrinningsområdet har 0,41 kvadratkilometer vattenytor vilket ger det en sjöprocent på 2,3 procent.